# Nummer 1-hits in de Billboard Hot 100 in 1970
Deze hits stonden in 1970 op nummer 1 in de Billboard Hot 100.
| Datum        | Artiest                        | Titel                                                          |
| ------------ | ------------------------------ | -------------------------------------------------------------- |
| 3 januari    | B. J. Thomas                   | Raindrops keep fallin' on my head                              |
| 10 januari   | B. J. Thomas                   | Raindrops keep fallin' on my head                              |
| 17 januari   | B. J. Thomas                   | Raindrops keep fallin' on my head                              |
| 24 januari   | B. J. Thomas                   | Raindrops keep fallin' on my head                              |
| 31 januari   | The Jackson 5                  | I want you back                                                |
| 7 februari   | Shocking Blue                  | Venus                                                          |
| 14 februari  | Sly & the Family Stone         | Thank you (falettin me be mice elf agin) / Everybody is a star |
| 21 februari  | Sly & the Family Stone         | Thank you (falettin me be mice elf agin) / Everybody is a star |
| 28 februari  | Simon & Garfunkel              | Bridge over troubled water                                     |
| 7 maart      | Simon & Garfunkel              | Bridge over troubled water                                     |
| 14 maart     | Simon & Garfunkel              | Bridge over troubled water                                     |
| 21 maart     | Simon & Garfunkel              | Bridge over troubled water                                     |
| 28 maart     | Simon & Garfunkel              | Bridge over troubled water                                     |
| 4 april      | Simon & Garfunkel              | Bridge over troubled water                                     |
| 11 april     | The Beatles                    | Let it be                                                      |
| 18 april     | The Beatles                    | Let it be                                                      |
| 25 april     | The Jackson 5                  | ABC                                                            |
| 2 mei        | The Jackson 5                  | ABC                                                            |
| 9 mei        | Guess Who                      | American Woman / No sugar tonight                              |
| 16 mei       | Guess Who                      | American woman / No sugar tonight                              |
| 23 mei       | Guess Who                      | American woman / No sugar tonight                              |
| 30 mei       | Ray Stevens                    | Everything is beautiful                                        |
| 6 juni       | Ray Stevens                    | Everything is beautiful                                        |
| 13 juni      | The Beatles                    | The long and winding road / For you blue                       |
| 20 juni      | The Beatles                    | The long and winding road / For you blue                       |
| 27 juni      | The Jackson 5                  | The love you save                                              |
| 4 juli       | The Jackson 5                  | The love you save                                              |
| 11 juli      | Three Dog Night                | Mama told me not to come                                       |
| 18 juli      | Three Dog Night                | Mama told me not to come                                       |
| 25 juli      | Carpenters                     | (They long to be) Close to you                                 |
| 1 augustus   | Carpenters                     | (They long to be) Close to you                                 |
| 8 augustus   | Carpenters                     | (They long to be) Close to you                                 |
| 15 augustus  | Carpenters                     | (They long to be) Close to you                                 |
| 22 augustus  | Bread                          | Make it with you                                               |
| 29 augustus  | Edwin Starr                    | War                                                            |
| 5 september  | Edwin Starr                    | War                                                            |
| 12 september | Edwin Starr                    | War                                                            |
| 19 september | Diana Ross                     | Ain't no mountain high enough                                  |
| 26 september | Diana Ross                     | Ain't no mountain high enough                                  |
| 3 oktober    | Diana Ross                     | Ain't no mountain high enough                                  |
| 10 oktober   | Neil Diamond                   | Cracklin' Rosie                                                |
| 17 oktober   | The Jackson 5                  | I'll be there                                                  |
| 24 oktober   | The Jackson 5                  | I'll be there                                                  |
| 31 oktober   | The Jackson 5                  | I'll be there                                                  |
| 7 november   | The Jackson 5                  | I'll be there                                                  |
| 14 november  | The Jackson 5                  | I'll be there                                                  |
| 21 november  | The Partridge Family           | I think I love you                                             |
| 28 november  | The Partridge Family           | I think I love you                                             |
| 5 december   | The Partridge Family           | I think I love you                                             |
| 12 december  | Smokey Robinson & the Miracles | The tears of a clown                                           |
| 19 december  | Smokey Robinson & the Miracles | The tears of a clown                                           |
| 26 december  | George Harrison                | My Sweet Lord / Isn't it a pity                                |

1940 ·
1941 · 
1942 ·
1943 ·
1944 ·
1945 ·
1946 ·
1947 ·
1948 ·
1949 ·
1950 ·
1951 ·
1952 ·
1953 ·
1954 ·
1955 ·
1956 ·
1957 ·
1958 ·
1959 ·
1960 ·
1961 ·
1962 ·
1963 ·
1964 ·
1965 ·
1966 ·
1967 ·
1968 ·
1969 ·
1970 ·
1971 ·
1972 ·
1973 ·
1974 ·
1975 ·
1976 ·
1977 ·
1978 ·
1979 ·
1980 ·
1981 ·
1982 ·
1983 ·
1984 ·
1985 ·
1986 ·
1987 ·
1988 ·
1989 ·
1990 ·
1991 ·
1992 ·
1993 ·
1994 ·
1995 ·
1996 ·
1997 ·
1998 ·
1999 ·
2000 ·
2001 ·
2002 ·
2003 ·
2004 ·
2005 ·
2006 ·
2007 ·
2008 ·
2009 ·
2010 ·
2011 ·
2012 ·
2013 ·
2014 ·
2015 ·
2016 ·
2017 ·
2018 ·
2019 ·
2020 ·
2021 ·
2022 ·
2023
- Nederland (Top 40)
- Nederland (Single Top 100)
- Vlaanderen (Radio 2 Top 30)
- Duitsland
- Verenigd Koninkrijk
- Verenigde Staten (Hot 100)